# ソレント海峡

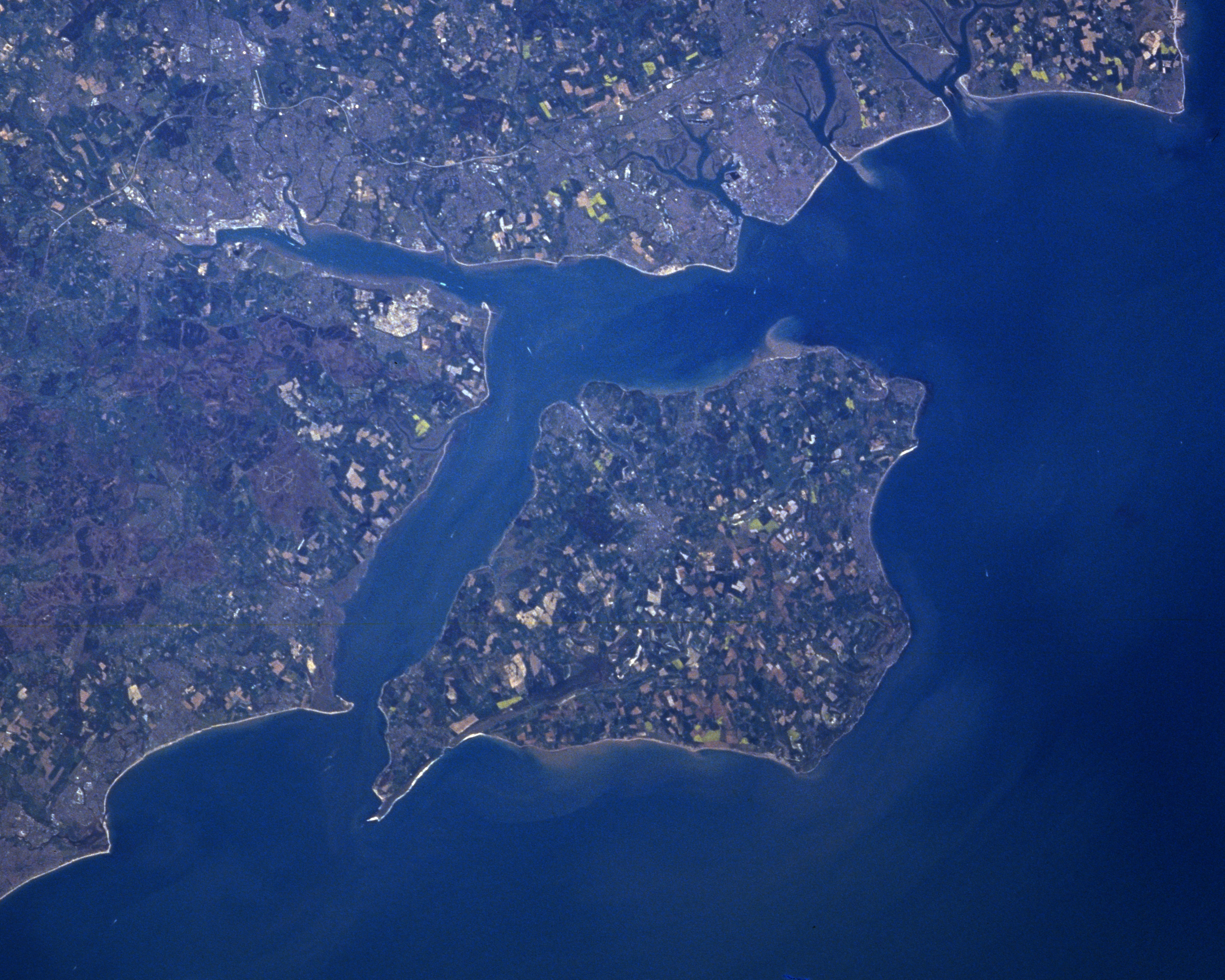
ソレント海峡周辺の衛星画像

ソレント（The Solent）は、イギリスのグレートブリテン島とワイト島のあいだの海峡。ヨットなどのウォータースポーツが盛んで、カウズ・ウィークという大会が毎年開催される。潮汐パターンは非常に複雑で、港湾都市サウサンプトンの発展に大いに寄与してきた。ポーツマスも同じ沿岸にある。ゴスポート近郊のギルキッカーポイント沖のスピットヘッドは、イギリス海軍が君主の観閲を受ける場所として知られている。

## 歴史

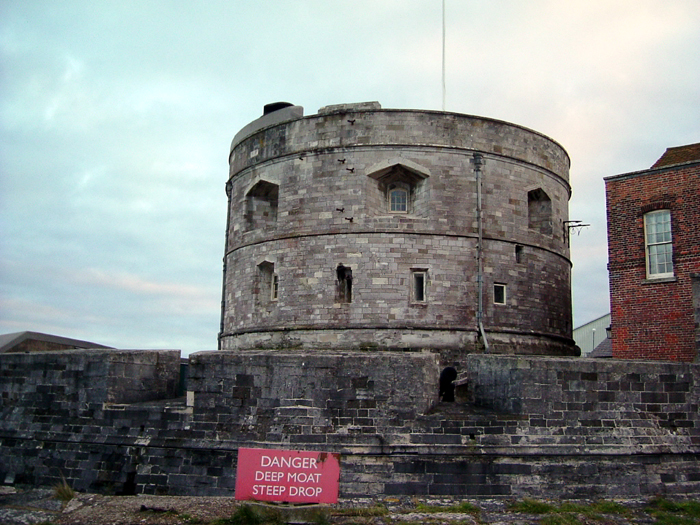
カルショット城

元々河谷であったのが、数千年にわたって幅と深さを増してゆき海峡となった。当時はフローム川がソレント川の水源であり、別のイッチェン川とテスト川の2つは、フローム川に注ぎこんでいた。人類が居住した跡が、先史時代、ローマ時代、サクソン時代の遺跡から見付かっていて、人類がこうした時代に飛躍的に高い土地に移動したことを示している。
ノルマン時代初期の記録に、ヘイリング島の南部の多くが海進で失われたとある。ソレントのヘイリング島南部は、石が堆積し、スキューバダイビング中に石造建築物（恐らく教会）が発見された。その教会は嘗て島の中部にあったという古い報告がある。ソレントの他の沿岸部も同様に海中に没したならば、ローマ時代のソレント海峡は格段に狭かった可能性があり、浅瀬をワイト島まで歩いて行けたというユリウス・カエサルの報告にも信ぴょう性が増す。
中世後期、ヘンリー8世はソレントの沿岸各地に広大な沿岸防衛設備を建造し、東西の行き来を効果的に管理した。更に多くの要塞が19世紀に陸上と海上に造られた。
海峡中央部のブランブル堆は、干潮時のみ海面上にあらわれる砂州で、この地域特有な潮汐パターンとともに、ソレント海峡の航行が困難な要因となっている。1年で最も潮が引く日にはブランブル堆でクリケット大会が開催されるが、ゲームは毎年満ち潮のため途中で切り上げられる。

## 地理

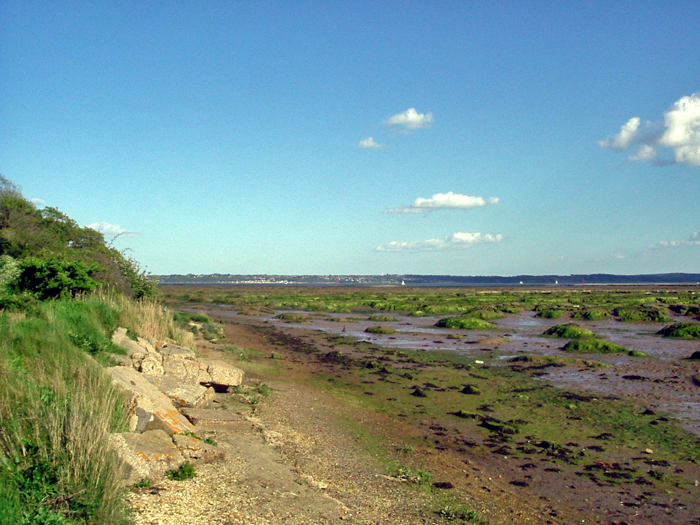
遠くにワイト島を臨む、レペ・カントリー公園近くの塩沼

1万年前サウスダウンズに平行して南イングランド白亜構造帯の一部である白亜岩が、ドーセット南部のパーベック地帯からワイト島東端まで走っていた。白亜岩後背地の内陸部は、脆い砂と粘土、砂利であった。こうした脆い土壌や岩を通して西部のドーセットフローム川、スタワー川やビューリー川、テスト川、イッチェン川、ハンブル川からの多くの川が流れ、西から東へ現在のソレント東端のイングランド海峡に流れ込む広大な河口を形成した。この広大な河口は、森のある谷を流れ、現在ソレント川と呼ばれている。
ブリテン北部を覆っていた氷河が、氷期末期に溶けると、ソレントを形成する2つのことが起きた。まず大規模な洪水がソレント川とその支流に押し寄せ、河口を深く切り込んだ。次にスコットランドを覆っていた氷がなくなると、後氷期の海進によりスコットランドとスカンディナヴィアの海進でマントルがオランダとイングランド南部の下から引き上げられたためにブリテン島の東西の地軸が傾いた。多くの時が過ぎ、ソレントの水深を深めるのと同様にサウサンプトン水道やプール港のような今日では特徴あるリアス式海岸を形成する多くの谷を刻む（現在も続く）南部で大地が沈降した。ソレント川の河口は徐々に溢れ、やがてワイト島は島のザ・ニードルズと本土のオールド・ハリー・ロックスの間の白亜の分水嶺が侵食されて本土と別れることになった。7000年前に起きたと考えられている。
一帯に潮間帯、ラグーン、砂利浜、礁、塩性湿地、ヨシ原、森林、沼地が多く、ハジロコチドリ、コガモ、ネズミガンの越冬地で、カモメ類やアジサシ類の水鳥がここで繁殖する。1998年、ソレント海峡はワイト島の一部と北部のサウサンプトン水道と共にラムサール条約登録地となった。

## 「ソレント」の他の例
ショート ソレントはしばしば単にソレントと呼ぶが、飛行艇の一種である。